# بویکه
بویکه (به لاتین: Bojke) یک منطقهٔ مسکونی در مونته‌نگرو است که در شهرداری اولکینج واقع شده‌است. بویکه ۱۶۱ نفر جمعیت دارد.